# Quercitrin
Quercitrin, förr även kvercitrin, är en glykosid bildad av flavonoiden quercetin och deoxi-monosackariden rhamnos. Namnet kommer av Quercus (ek) och Citrus (citrussläktet).
Quercitrin ger den gula färgen åt färgämnet quercitron (även kvercitron) som utvinns ur barken av färgek. Quercitrin förekommer även hos andra växter, exempelvis hos humle och i bladen av hästkastanj och asp.
Quercitrin isolerades först av Michel Eugène Chevreul 1831 och analyserades i mitten av 1800-talet av bland andra den österrikiske kemisten Heinrich Hlasiwetz Strukturformeln publicerades 1912 av Josef Herzig och R. Schönbach.